# Next Generation Train

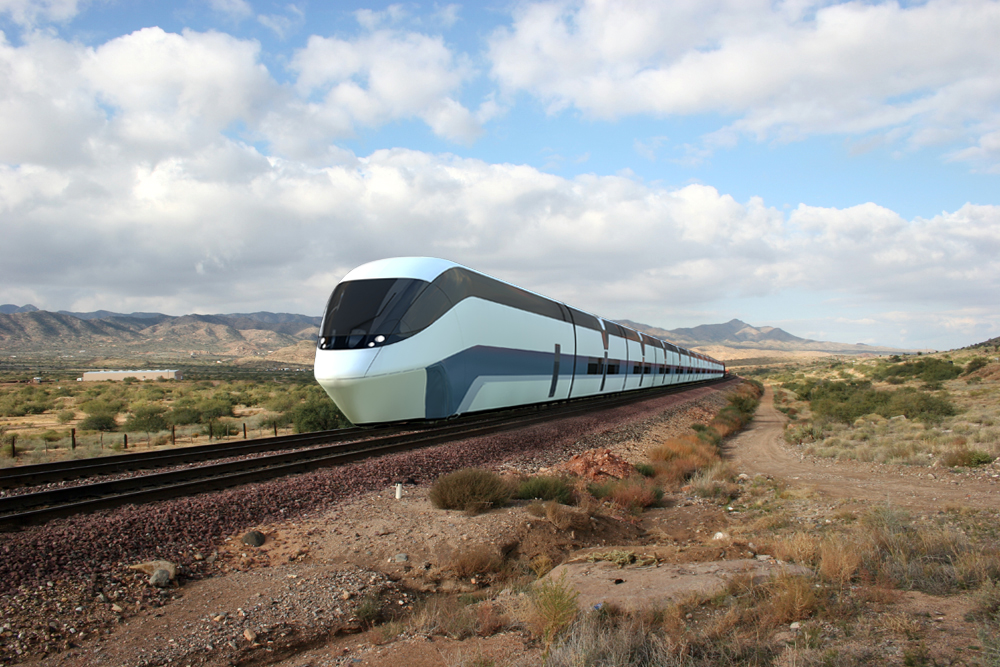
Next Generation Train (HST) in der Wüste (Fotomontage)

Der Next Generation Train (NGT) ist ein Forschungsprojekt des Deutschen Zentrums für Luft- und Raumfahrt, das neue Perspektiven für die Schienenfahrzeugindustrie zur Entwicklung von Zügen aufzeigen soll. In dem 2007 gestarteten Projekt sollen unter anderem Erkenntnisse aus der Luft- und Raumfahrttechnik benutzt werden. Diese Züge werden wahrscheinlich nicht tatsächlich in dieser Form hergestellt, sondern sollen neue Technologien demonstrieren und testen.

## NGT-Konzept

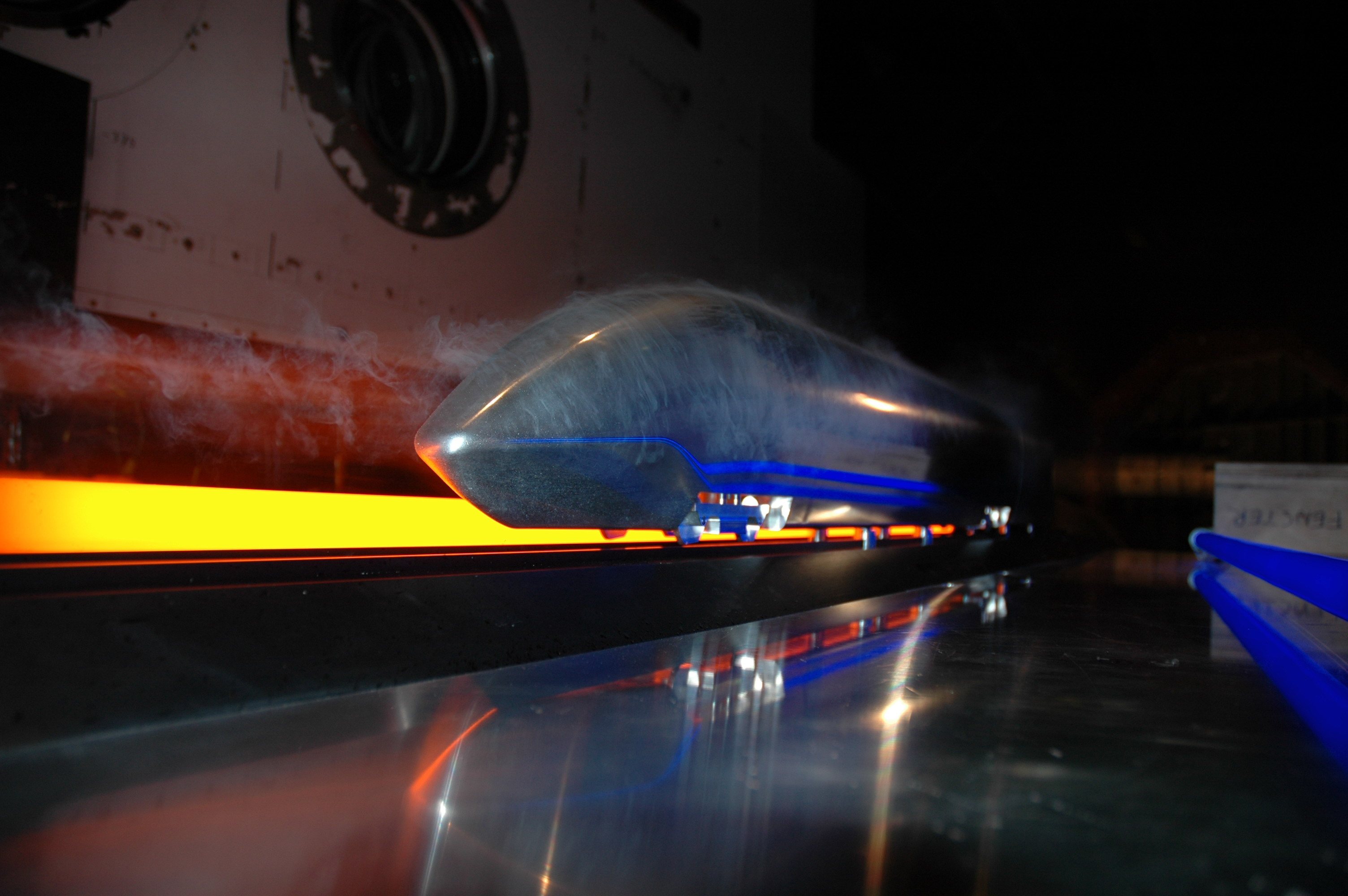
1:50-Modell im Windkanal

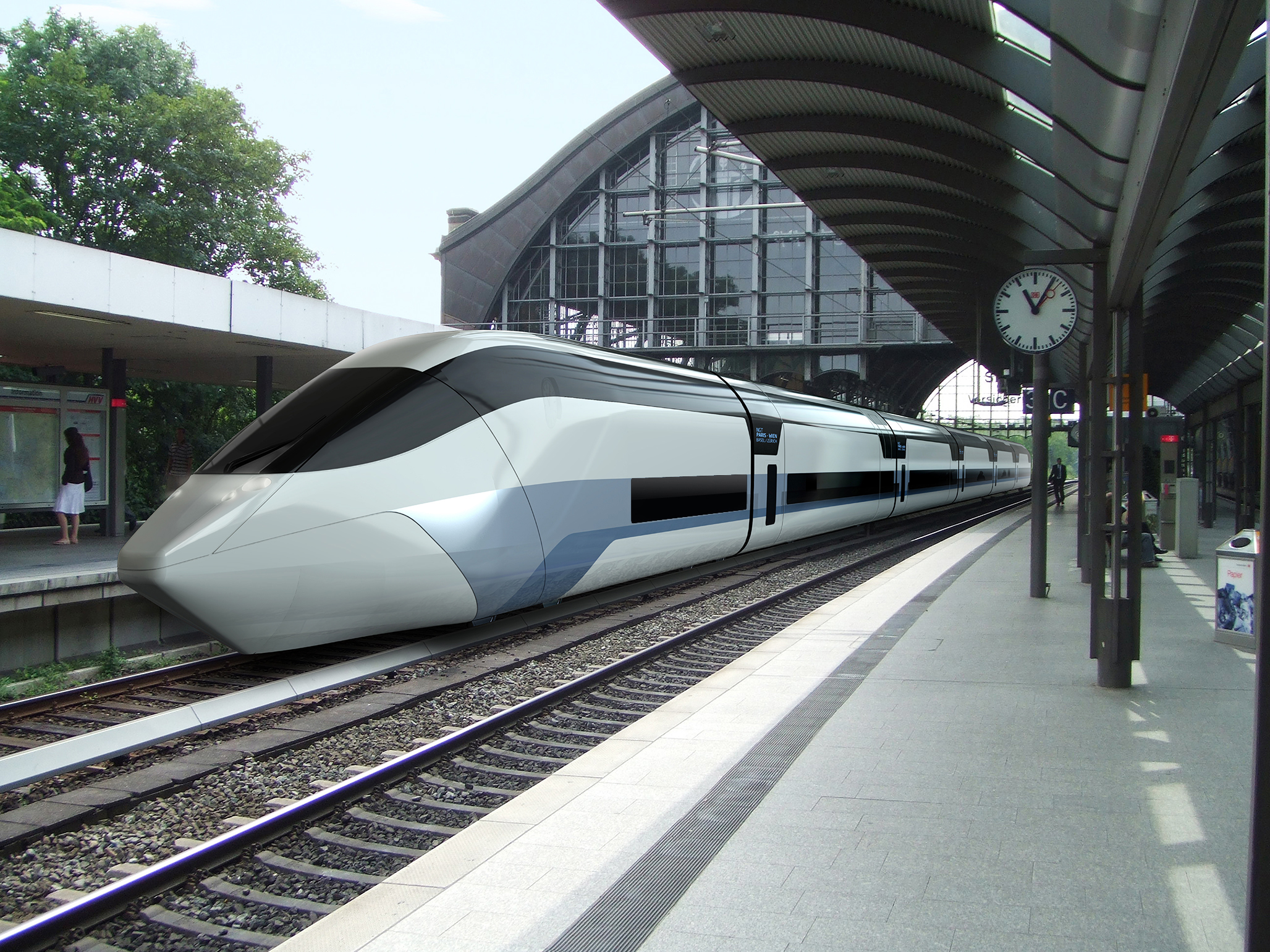
Ein NGT HST in einem Bahnhof (Fotomontage)

Das Konzept sieht drei verschiedene Zuggattungen vor: NGT Link, NGT HST (=englisch High Speed Train, deutsch Hochgeschwindigkeitszug) und NGT Cargo. Dabei soll der NGT HST ein Hochgeschwindigkeitszug mit 400 km/h Höchstgeschwindigkeit sein und größere Städte verbinden, also die Sparte des deutschen ICE bedienen. Der Link hingegen ist als Regionalzug konzipiert, er fährt also auf kürzeren Strecken und erschließt die nähere Umgebung der Großstadt. Mit 230 km/h ist dieser allerdings auch vergleichsweise schnell. Der NGT Cargo ist ein Hochgeschwindigkeit-Güterverkehrs-Zug, der im Grunde auf dem HGV (deutsch für HST) basiert.
Es sind für alle Züge diverse gleiche Technologien eingeplant, dies trifft vor allem auf die Konzepte zur allgemeinen Fortbewegung zu. So bestehen alle Züge aus Doppelstockwagen, um die Kosten pro Sitzplatz zu reduzieren und die Transportleistung pro Kilometer zu erhöhen. Nachfolgend werden die Technologien beschrieben, die in allen drei Zuggattungen zu finden sein sollen.

### Antriebskonzept
Die Energieversorgung soll per Induktion erfolgen, dazu sollen Stromschleifen im Fahrweg verlegt werden. Dadurch soll die wartungsintensive Oberleitung entbehrlich werden.
Die Räder werden einzeln angetrieben, was jeden Wagenkasten einzeln ohne Lokomotive bewegbar macht. Durch diese Technologie kann das Fahrwerk mittig niedriger werden, da die Radsatzwelle entfällt und ermöglicht damit einen tatsächlichen Doppelstockwagen mit Durchgängen oben und unten. Aufgrund der fehlenden Radsatzwelle wird in einem Gleisbogen das bogenäußere Rad schneller angetrieben als das bogeninnere. Die Einzelräder werden mechanisch gelenkt. Dies verringert den Verschleiß des Rades deutlich und verbessert die Kurvenlage und das Fahrgefühl. Eine seitliche Sinus-Schwingung um 3 Millimeter wird benötigt, um den Verschleiß eines Rades gleichmäßig zu verteilen. Des Weiteren soll das Rad-Schiene-Geräusch minimiert werden. Die Endwagen sollen über zwei Drehgestelle mit je zwei Radsätzen verfügen, die Mittelwagen sollen zwei Losradsätze besitzen.
Beim Bremsen sollen die Elektromotoren als Generatoren fungieren und somit Energie zurückgewonnen werden. Daneben soll eine Wirbelstrombremse zum Einsatz kommen. Bei einer Geschwindigkeit von 440 km/h soll der betriebliche Bremsweg 10 km betragen, bei einer Schnellbremsung – mit zusätzlich benutzten mechanischen Bremsen – 6,4 km.

### Kupplung
Die Kupplung zwischen den Wagen soll einfach trennbar und jeder Wagen einzeln rangierbar sein. Über eine optische Kupplung soll der Zug mit anderen gekuppelt werden können. Eine weitere Besonderheit ist, dass die Züge während der Fahrt ge- und entkuppelt werden sollen, was als dynamische Flügelung bezeichnet wird. Dabei fährt beispielsweise ein Zug kurz nach einem anderen aus einem Bahnhof heraus, wechselt hinter diesem auf dasselbe Gleis und bildet einen Verbund. Dies erhöht den Streckendurchsatz und damit die Kapazität pro Kilometer Gleis, da enger gefahren werden kann und die zwei Züge virtuell zu einem werden. Sobald ein Zug eine andere Strecke fahren will, bremst der dahinter leicht ab, um den Abstand zum vorherigen Zug zu vergrößern und fährt dann alleine weiter.

### Wagenkasten
Es wird für die Züge ein neues Wagenkastenkonzept entwickelt. Dieses soll eine große Anzahl an Gleichteilen beinhalten, um die Kosten gering halten zu können. Da ein Mittelwagen nur über zwei Radsätze verfügt und die Achslast 16 t nicht überschreiten soll, darf seine Gesamtmasse 32 t nicht überschreiten. Um dies zu erreichen, wird eine leichte Fachwerkstruktur entwickelt, welche aus verschiedenen Materialien besteht. So soll eine Gewichtsreduktion von bis zu 30 % im Vergleich zu einer reinen Metallbauweise erreicht werden.

### Aerodynamik
Die Aerodynamik des Zuges wird mit Modellen im Maßstab 1:50 im Windkanal untersucht. Durch spezielle aktive Steuerelemente soll eine Unempfindlichkeit gegen Seitenwind erreicht werden, trotz des relativ geringen Gewichts der Wagen. Dabei wird die Wirbelstrombremse auf der dem Wind zugeneigten Seite immer an- und wieder ausgeschaltet, was den Zug an das Gleis heranzieht. Außerdem wird untersucht, wie der Tunnelknall vermieden werden kann.

### Wirtschaftlichkeit
Die Lebenszykluskosten werden durch neue Modelle berechnet. Der NGT hat zwar höhere Investitionskosten als konventionelle Züge, aber die Betriebskosten und der spezifische Energieverbrauch sind geringer, letzterer pro Sitzplatz beim NGT HST um bis zu 50 % im Vergleich zum ICE 3. Dies wird hauptsächlich durch die um 30 % höhere Sitzplatzkapazität bei verringertem Gewicht (NGT HST: 320 Tonnen gegenüber ICE 3: 500 Tonnen) erreicht.

### Bahnhofsgestaltung
Die Bahnhöfe sollen Bahnsteige links und rechts des Gleises erhalten (Spanische Lösung), um das Ein- und Aussteigen zu beschleunigen und bequemer zu gestalten.

## Varianten

### NGT HST

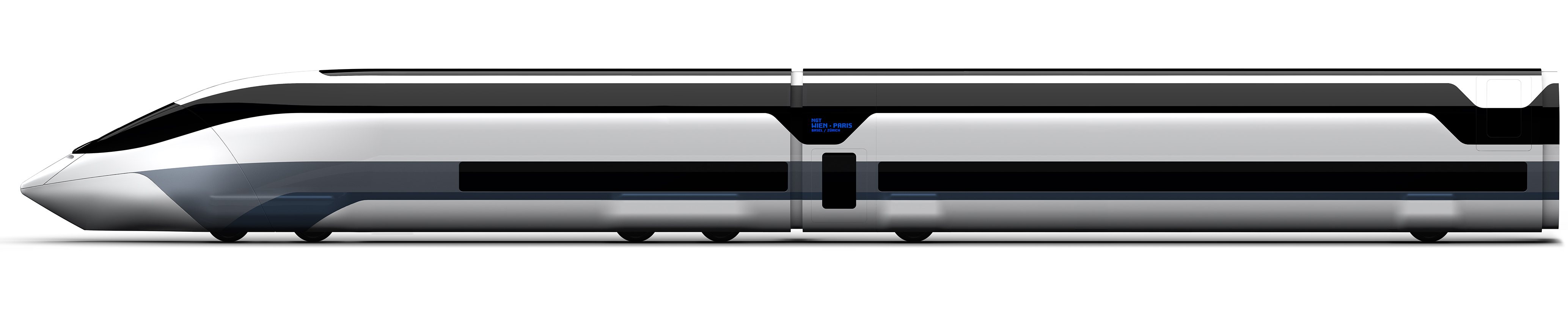
Seitenansicht eines End- und Mittelwagen vom Typ HST

Beim NGT HST handelt es sich um einen Hochgeschwindigkeit-Fernverkehrszug mit einer Spitzengeschwindigkeit von 440 km/h. Er soll 202 Meter lang sein und 790 bis 800 Passagiere befördern.
Um den Ein- und Ausstieg zu beschleunigen, besitzt er eine spezielle Anordnung der Türen. Jeder Wagon hat dabei vier Türen, allerdings verteilt auf zwei Etagen. Jede Etage hat dabei eine Tür auf jeder Seite, jeweils am anderen Ende. Dies hat zur Folge, dass sich eine Schlange bildet die auf der einen Seite des Bahnsteigs den Zug verlässt und von der anderen Seite kommen die neuen Passagiere hinzu. Die zweite Etage am Bahnsteig, wobei die obere Etage für die 1. Klasse sein soll, beschleunigt diesen Effekt. Dazu ergibt diese Konstellation die Möglichkeit Treppen einzusparen und damit mehr Sitzplätze unterzubringen. Die Türen befinden sich dabei nicht übereinander, sondern auf Höhe der Tür in der anderen Etage auf der anderen Seite.
Als Beispiel hat ein Zug in Fahrtrichtung unten im vorderen Bereich links und im hinteren Bereich rechts die Tür. Oben wären die Türen dann im vorderen Bereich rechts und im hinteren Bereich links.
Der Mittelwagen hat dabei eine Länge von 20 Metern und der Triebkopf eine Länge von 21 Metern. Der Mittelwagen wird pro Zug 8-mal eingesetzt, der Triebkopf 2-mal.
Besonders bei diesem Zugtyp ist die Nase des Triebkopfes. Durch die optische Kupplung ist ein neuartiger Schutz möglich, bei dem sich durch spezielle Materialien und Produktionstechniken die Nase bei einem Crash nach innen faltet und besonders viel Energie absorbiert.
Auch dieser Zugtyp soll Batterien besitzen, allerdings kleinere als beim Link. Sie soll hauptsächlich dem Manövrieren einzelner Wagen dienen.

### NGT Link
Beim NGT Link handelt es sich um einen Regionalverkehrszug mit 120 Metern Länge und 230 km/h Spitzengeschwindigkeit. Ausgelegt ist er für 475 Personen. Durch seine Geschwindigkeit ist er aber durchaus auch als Ersatz des IC zu sehen.
Er besitzt die Besonderheit, dass er sehr stark für Batteriebetrieb optimiert ist. Damit nicht überall Strom verfügbar sein muss, kann der Zug auch nur auf Teilen der Strecke induktiv geladen werden, oder sogar nur am Bahnhof. Dafür besitzt er im unteren Teil des Triebkopfes Raum für Batterien, die individuell auf Kundenwunsch skaliert werden können.

### NGT Cargo
Beim NGT Cargo handelt es sich um einen Güterzug für den Hochgeschwindigkeitsverkehr. Auch dieser schafft 440 km/h und ist 202 Meter lang, er soll aber für 400 km/h ausgelegt werden.
Technisch besteht der Konzeptzug aus Einzelwagen und Triebköpfen. Dabei sind auch die Einzelwagen einzeln angetrieben und sollen sich an Bahnhöfen selbstständig mit anderen kuppeln. Diese Einzelwagen sollen die letzten Kilometer zum Kunden alleine zurücklegen. Die Motoren sind dabei aber vergleichsweise schwach ausgelegt. Visualisiert wurde dabei ebenfalls ein Doppelstockwagen, der seitlich beladen werden kann.
Am Startpunkt der Hochgeschwindigkeit werden alle Wagen mechanisch selbstständig gekuppelt und mit einem oder zwei Triebköpfen gekuppelt. Die Anzahl der Triebköpfe und das Gewicht des Zuges bestimmen dabei die Höchstgeschwindigkeit. Die Zugbildung und -trennung soll vollautomatisch ohne den Einsatz von Rangierlokomotiven erfolgen. Die Einzelwagen sind untereinander mit automatischen Kupplungen verbunden, welche Kräfte, Energie und Daten übertragen. Auch die Kupplung mit anderen Zügen der NGT-Familie (NGT HST und NGT LINK) soll möglich sein. Zudem sollen die Triebzüge während der Fahrt mit anderen Triebzügen optisch gekuppelt und entkuppelt werden können. Durch die Bündelung von Personen- und Güterverkehren sollen die Strecken besser ausgelastet werden können.
Zum Konzept gehört weitergehend auch ein das Schienensystem ergänzendes Logistik-Konzept.

## Sonstiges
Ein Mock-up wurde auf der InnoTrans 2012 vorgestellt. Es handelte sich um einen begehbaren doppelstöckigen Wagenkasten, der 12 m lang und 5 m hoch war.
Ein konkreter Anwendungsfall einiger im Rahmen des NGT entwickelten Neuerungen ergab sich mit der Entwicklung des AeroLiner3000 zusammen mit dem Design- und Architekturbüro Andreas Vogler Studio.